# RER 보
RER 보(프랑스어: Réseau express régional vaudois)는 스위스 보주의 S-반 네트워크이다. 로잔을 중심으로 2004년 12월에 운영을 시작했다.

## 노선

2023

2020년 12월 현재 네트워크는 다음 노선으로 구성되어 있다.
- S1 : 그랑송-로잔
- S2 : 발로브-에이글, 베 및 생모리스로의 제한된 서비스
- S3 : 알라망-로잔
- S4 : 알라망-팔레지유, 로몽까지 제한된 서비스 제공
- S5 : 그랑송-에이글, 베와 생모리스에 제한된 서비스
- S6 : 로잔-팔레지유
- S7 : 브베-퓌두, 포도열차(Train des vignes)라고 불림
- S8 : 팔레지유-파예른, 아방슈에 제한된 서비스 제공
- S9 : 로잔-케르체르스

S7과 S8을 제외한 모든 노선은 네트워크의 주요 허브 역할을 하는 로잔에 서비스를 제공한다.